# Jeux d'Asie du Sud-Est de 1975
Navigation
Édition précédente Édition suivante
La huitième édition des Jeux de l'Asie du Sud-Est péninsulaire s'est tenue du 9 au 16 décembre 1975 à Bangkok en Thaïlande. Il s'agit de la dernière édition ne concernant que des pays de la péninsule.

## Pays participants
La compétition a réuni des athlètes provenant de quatre pays. C'est la seule fois où les Jeux d'Asie du Sud-Est ont accueilli aussi peu de nations. En effet, le Cambodge, le Laos et le Viêt Nam sont absents en raison notamment du régime khmer rouge et de la guerre du Viêt Nam. Le désistement de ces trois pays a accéléré l'intégration de l'Indonésie, des Philippines et de Brunei dès l'édition suivante. 
Seule la Thaïlande, pays organisateur, la Birmanie, la Malaisie et Singapour sont donc représentés. Ces quatre pays ont tous obtenu des médailles :
| Rang | Nation    | Or | Argent | Bronze | Total |
| ---- | --------- | -- | ------ | ------ | ----- |
| 1    | Thaïlande | 80 | 45     | 39     | 164   |
| 2    | Singapour | 38 | 42     | 49     | 129   |
| 3    | Birmanie  | 28 | 35     | 33     | 96    |
| 4    | Malaisie  | 27 | 49     | 51     | 127   |

## Sports représentés
18 sports sont représentés. Les modifications par rapport à l'édition précédente concernent l'introduction du bowling et du rugby à XV :
- Athlétisme
- Badminton
- Basket-ball
- Boxe
- Bowling
- Cyclisme
- Football
- Haltérophilie
- Hockey sur gazon
- Judo
- Natation
- Rugby à XV
- Sepak Takraw
- Tennis
- Tennis de table
- Tir
- Voile
- Volley-ball